# Белгород-Днестровская крепость

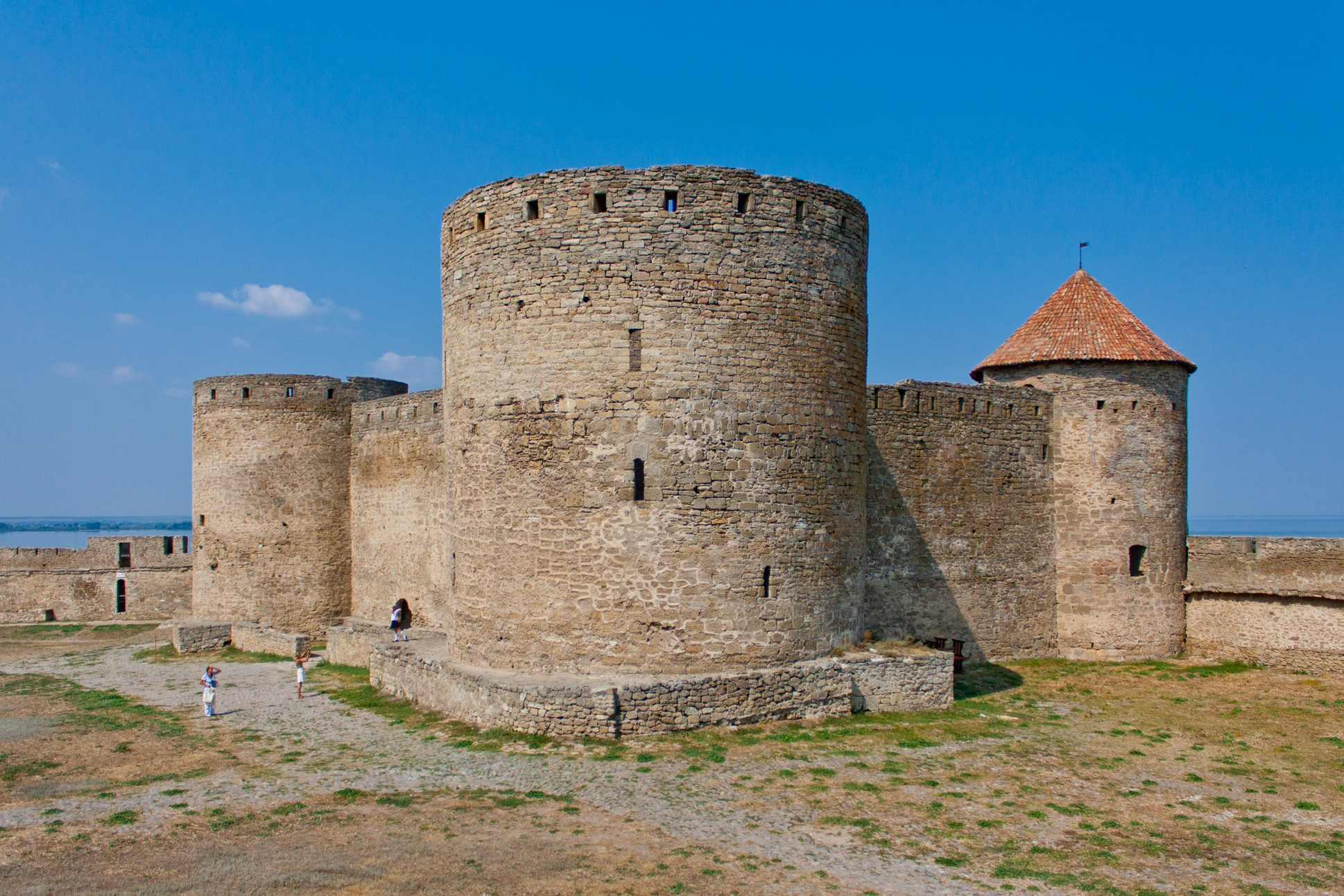
Крепостная цитадель

Бе́лгород-Днестро́вская кре́пость (рум. Cetatea Albă) (до 1944 года — Аккерма́нская кре́пость) — памятник истории и градостроительства XIII—XV столетий.
Крепость является одной из наиболее сохранившихся на территории современной Украины. Своими размерами она превосходит многие подобные фортификационные сооружения страны. Общая площадь территории крепости составляет 9 га. Крепость расположена на скалистом берегу Днестровского лимана и имеет вид неправильного многоугольника. Все крепостные строения обнесены прочными стенами, протяжённость которых достигает 2,5 км. Через 40—45 метров в куртины встроены крепостные башни и бастионы. Их первоначальное количество достигало тридцати четырёх, двенадцать из них являлись полными боевыми башнями, остальные — бастионами и полубастионами, позже забутированными и превращёнными в площадки для установки артиллерийских орудий. Часть башен имеет собственные названия (Сторожевая башня, башня Овидия (Девичья), башня Пушкина и другие), ставшие отражением местных преданий и легенд.

## История
История насчитывает более 2,5 тысяч лет, и крепость считается одной из самых старых и крупнейших на территории Украины.
Крепость была построена на месте древнегреческого города Тира, основанного колонистами из Милета еще в VI веке до н. э. Город находился на важном торговом пути и был центром обмена между античными цивилизациями и кочевыми народами. Позднее, в Средние века, город оказался под контролем сначала римлян, а затем Византии.
В XIV веке генуэзцы получили от Золотой Орды право (ярлык) на пользование крепостью как укреплённым торговым центром (генуэзцы использовали названия Маврокастро, Монкастро). После утери Золотой Ордой в середине XIV века территорий Днестровского лимана крепость перешла в управление молдавских князей. Генуэзцы также лишились права на использование крепости.
Средневековая крепость, которая строилась в периоды генуэзского и молдавского господства, неоднократно подвергалась нападениям. В XV веке гарнизону трижды удалось отразить попытки Османской империи её захватить. Только в 1484 году старейшины города преподнесли султану Баязиду II символические ключи от города и крепости, после чего Аккерман вошёл в состав султанской Турции и оставался в течение трёх последующих веков. В этот период крепость подвергалась военным набегам казачьих отрядов под предводительством атаманов (гетманов) Е. Дашкевича, И. Покотила, Г. Лободы, Р. Собко, И. Сирко, С. Палия.
С историей города связаны три русско-турецкие войны. В военных кампаниях принимали участие полководцы и флотоводцы: Михаил Илларионович Кутузов, Фёдор Фёдорович Ушаков (в период второй русско-турецкой войны в течение нескольких месяцев был комендантом крепости), атаман донских казаков Матвей Платов. По Бухарестскому мирному договору (1812 года) земли Нижнего Приднестровья с крепостями Тигина, Аккерман, Килия, Хотин и Измаил отошли Российской империи.
В 1832 году Аккерманская крепость упраздняется как военный объект, в 1963 году, постановлением Совета Министров УССР № 970 «Об упорядочении дел учёта и охраны памятников архитектуры на территории Украинской ССР», вносится в список памятников архитектуры, которые находятся под охраной государства.
Следует отметить, что Белгород-Днестровская крепость — это уникальный памятник оборонной архитектуры средневековья, одна из самых больших крепостей того времени на территории Восточной Европы.
В 1970-х годах крепость активно использовали кинематографисты, в частности, в 1975 году здесь снимался фильм «Капитан Немо».
С 1 июля 2011 года управлением Белгород-Днестровской крепостью занимается областное коммунальное предприятие «Фортеця».

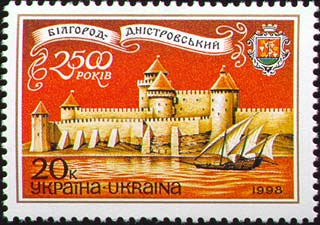
Белгород-Днестровский на почтовой марке Украины,1998

После строительства в середине XIX века нового причала с северной стороны крепости скалистое основание начало постепенно разрушаться (размываться) под действием вод лимана. В результате за последние сто пятьдесят лет обрушилась башня-сокровищница и участок малой стены, северная часть крепости с цитаделью начали проседать (сползать вниз). Впервые начали спасать крепость при румынском правлении в 1920-е годы: внизу скалистого основания было построено три арки и один контрфорс (правый со стороны лимана), подпирающие северную сохранившуюся башню. Второй же контрфорс был построен позднее, уже в 1960-е годы, когда при СССР крепость начали реставрировать. Следующий этап укрепительных работ начался уже в XXI веке, когда северная стена начала разрушаться и сползать вниз больше; в 2017 году была построена новая железобетонная система из новых контрфорсов со свайным взаимосвязанным фундаментом. А также восстановлен участок второй малой стены снизу, обрушенной ранее.

## Состав
Крепость находится на скалистом берегу и имеет вид неправильного многоугольника. Ранее она состояла из четырёх дворов, каждый из которых имел специфическое назначение и мог вести оборону самостоятельно (к настоящему времени сохранилось только три крепостных двора). Сейчас крепость представлена следующими частями:
- Цитадель — наиболее укрепленная и важная часть крепости, именно здесь размещался комендант и офицеры гарнизона, хранились казна и арсенал, в темнице содержались узники.
- Гарнизонный двор ранее использовался для постоянного проживания гарнизона.
- Гражданский двор похож на жилой укреплённый пункт, был застроен одноэтажными домами и полуземлянками, однако, не сохранившимися. На территорию двора при опасности стекалось население города и близлежащих сёл.

Площадь Портового двора, идущего вдоль берега, составляла 1,5 га. Тут в течение карантинного срока (сорока дней) хранились товары, привезённые в город.

Фотогалерея
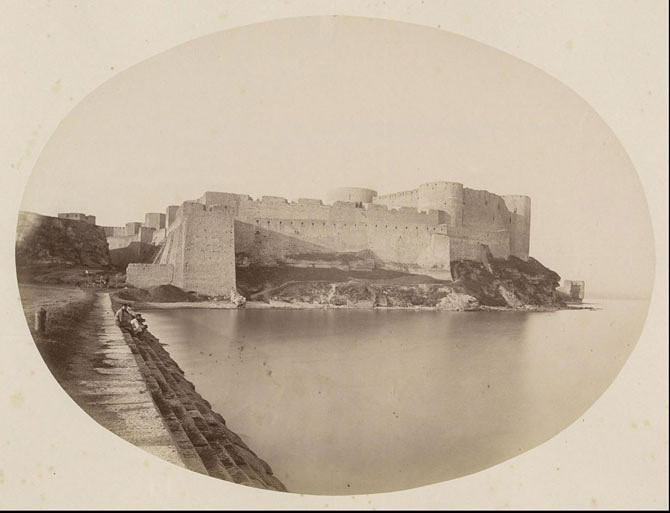
Вид северной части крепости, конец  XIX в.
Цитадель, 1848 год
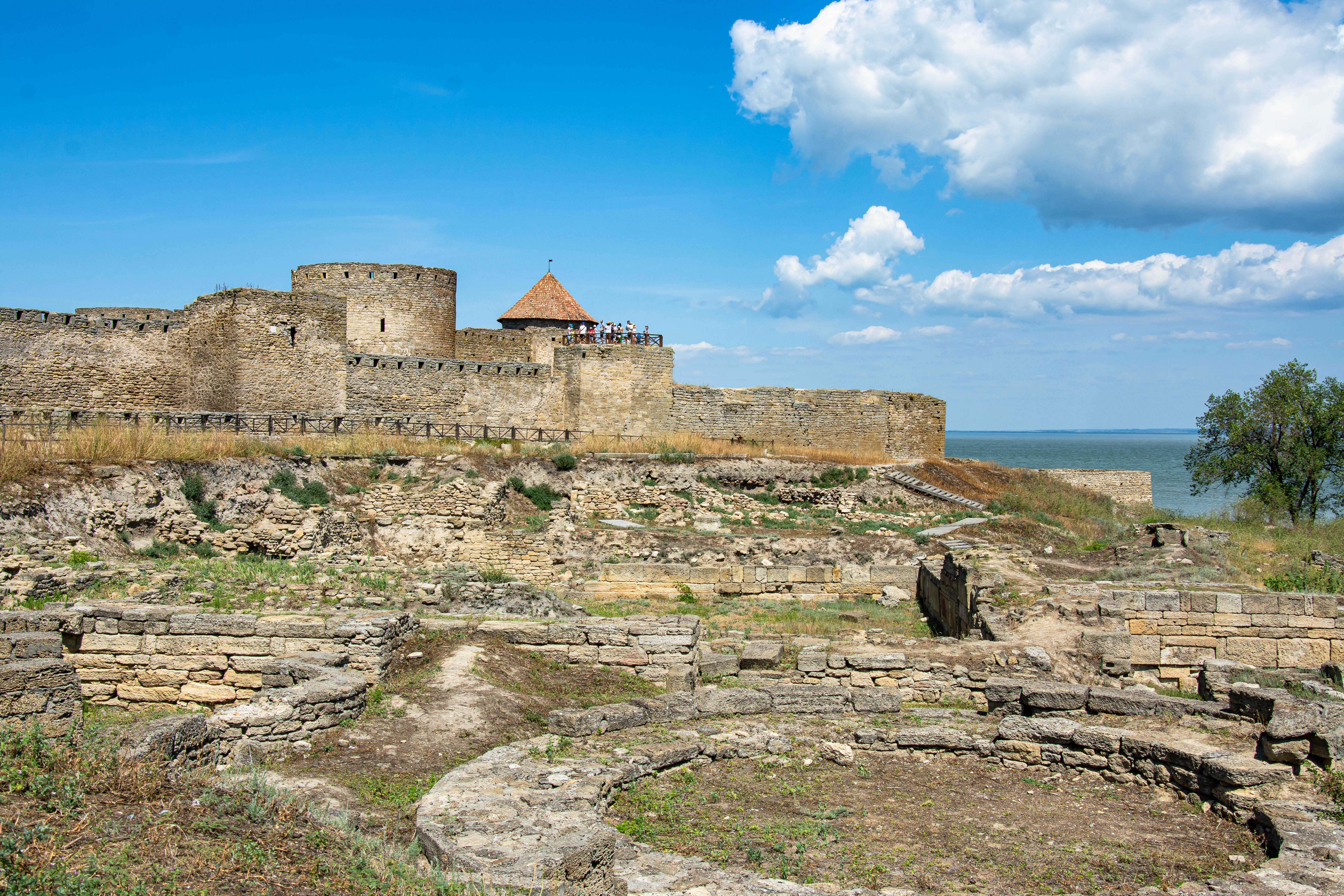
Разрушенный город Тира перед крепостью
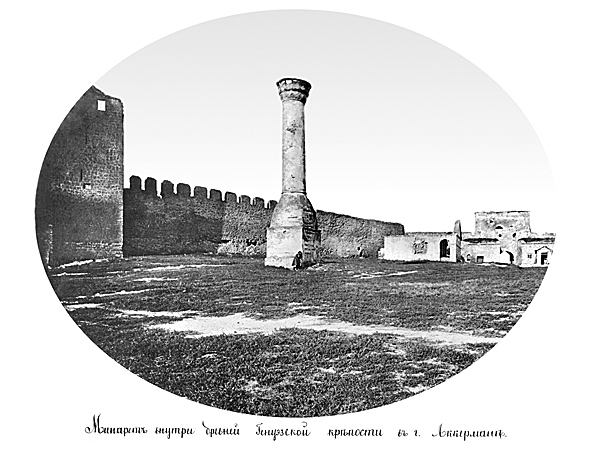
Турецкий минарет, 1869 год
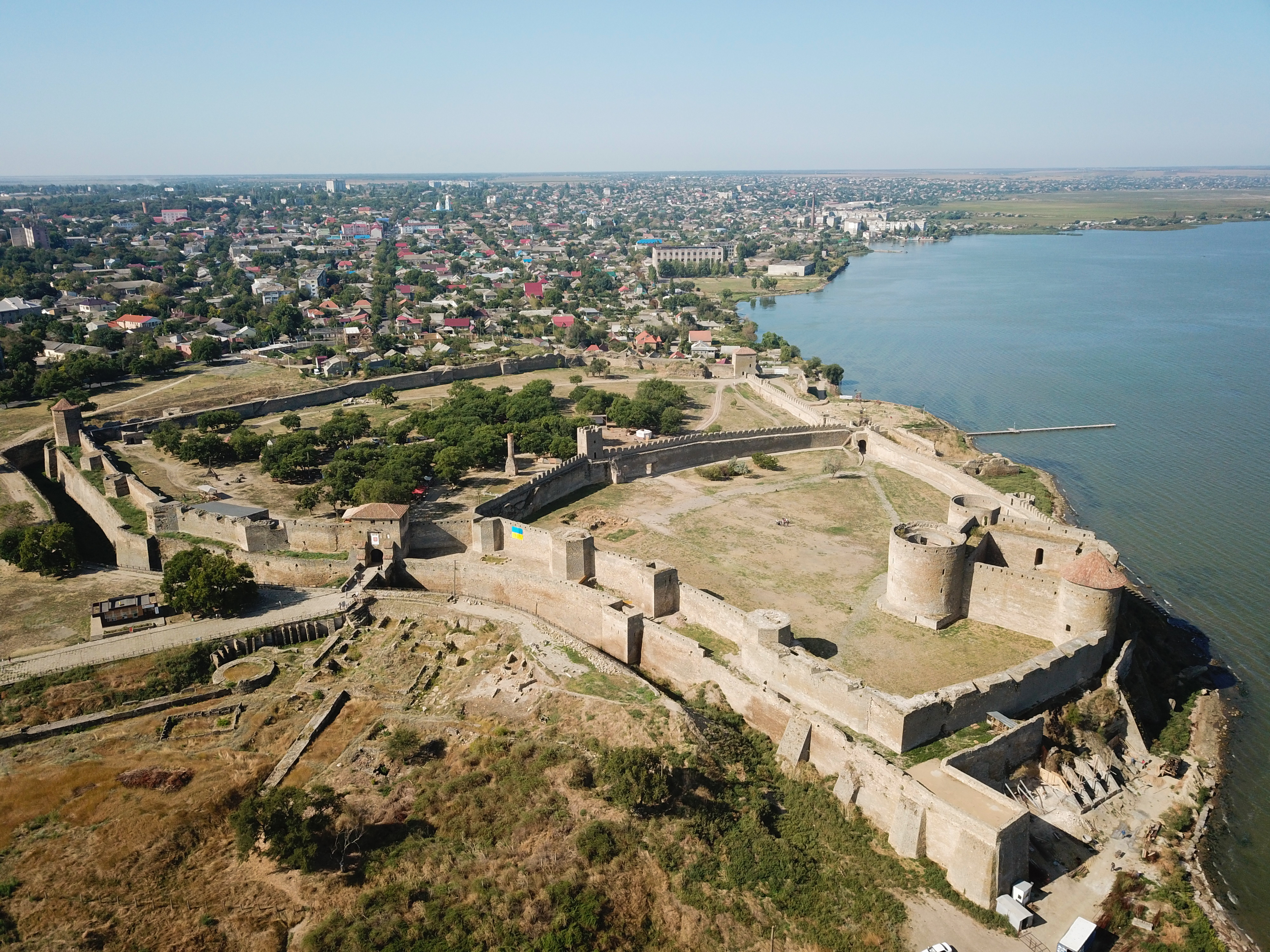
Аэрофотосъемка
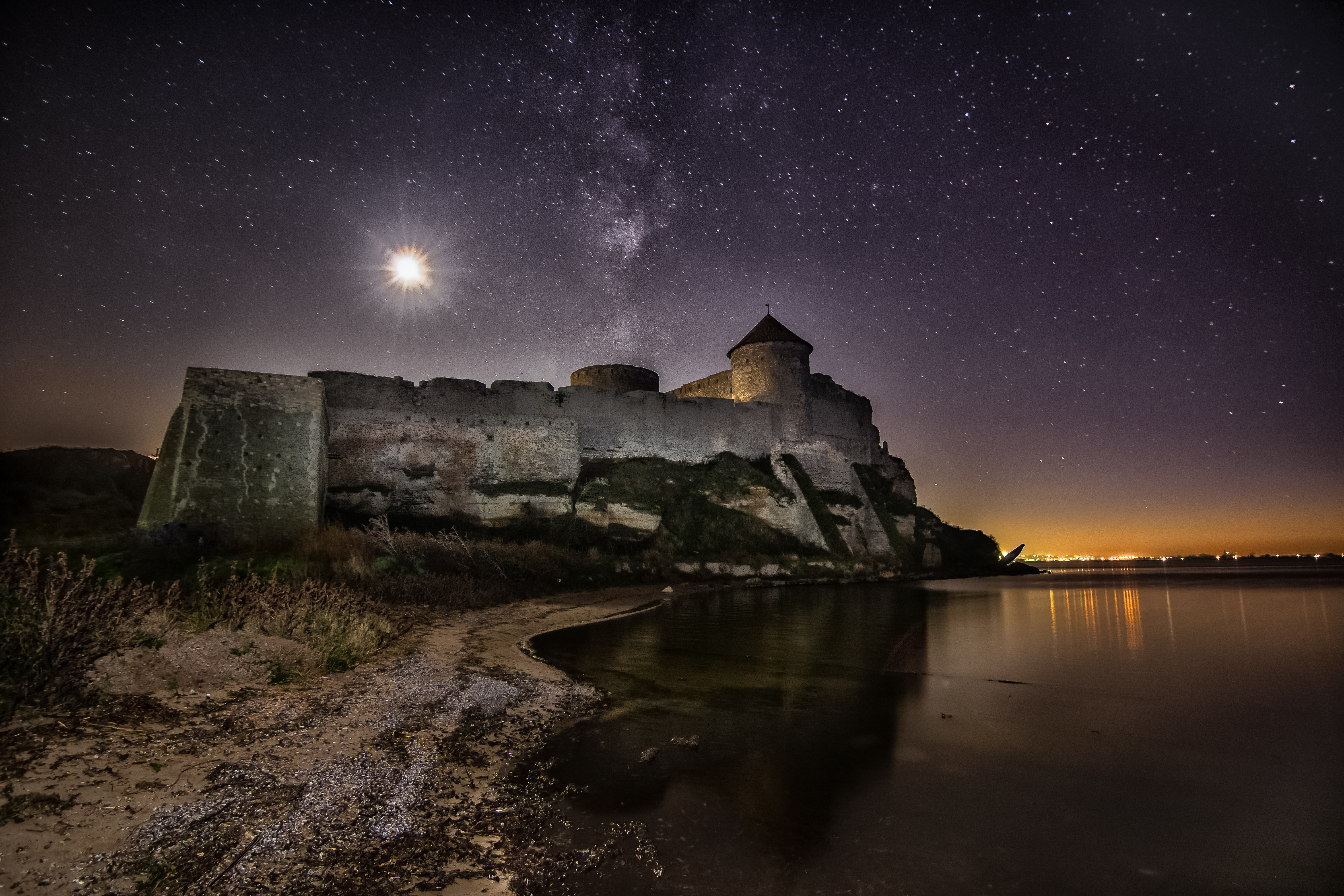
Млечный Путь над крепостью
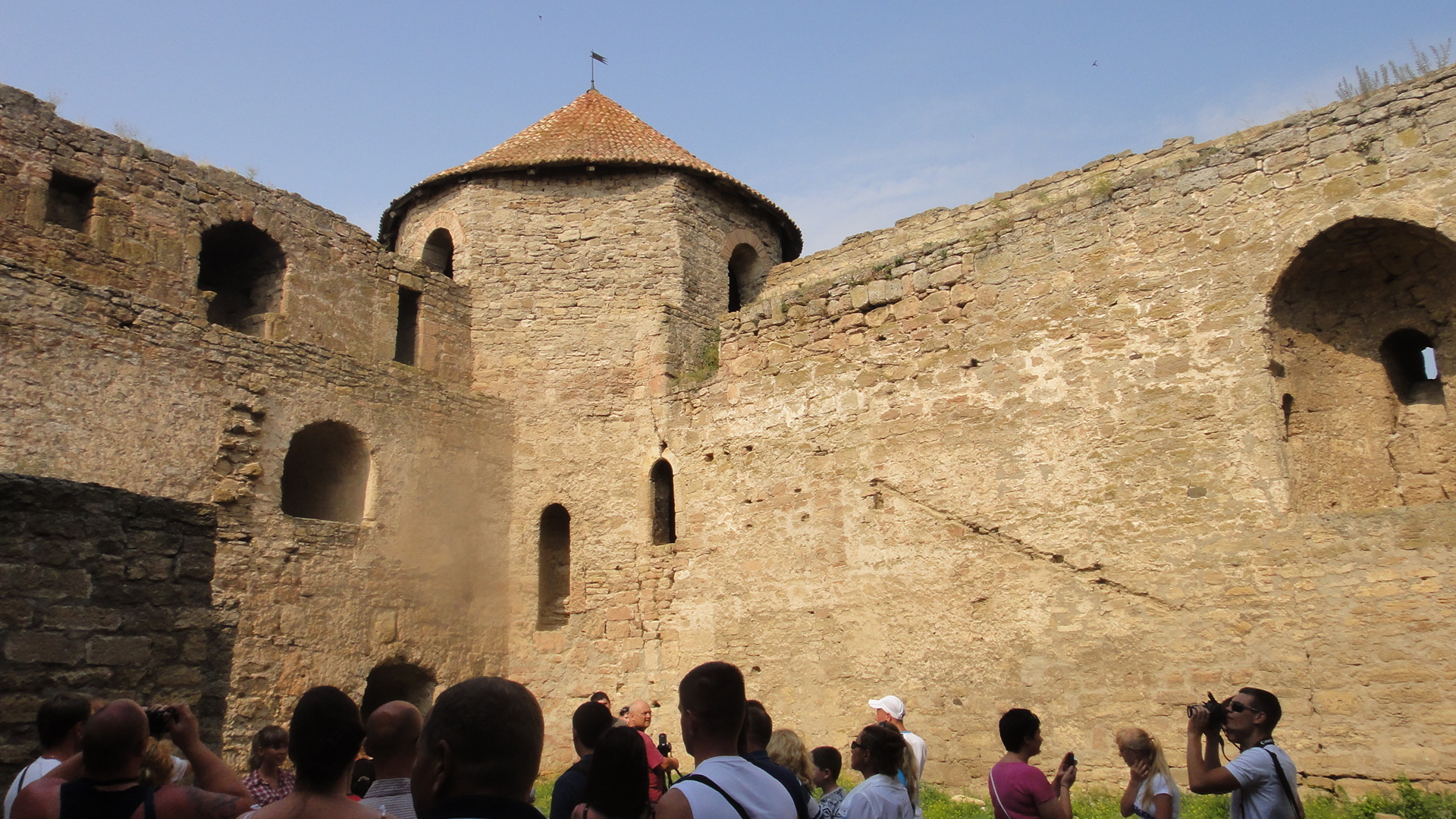
Цитадель внутри
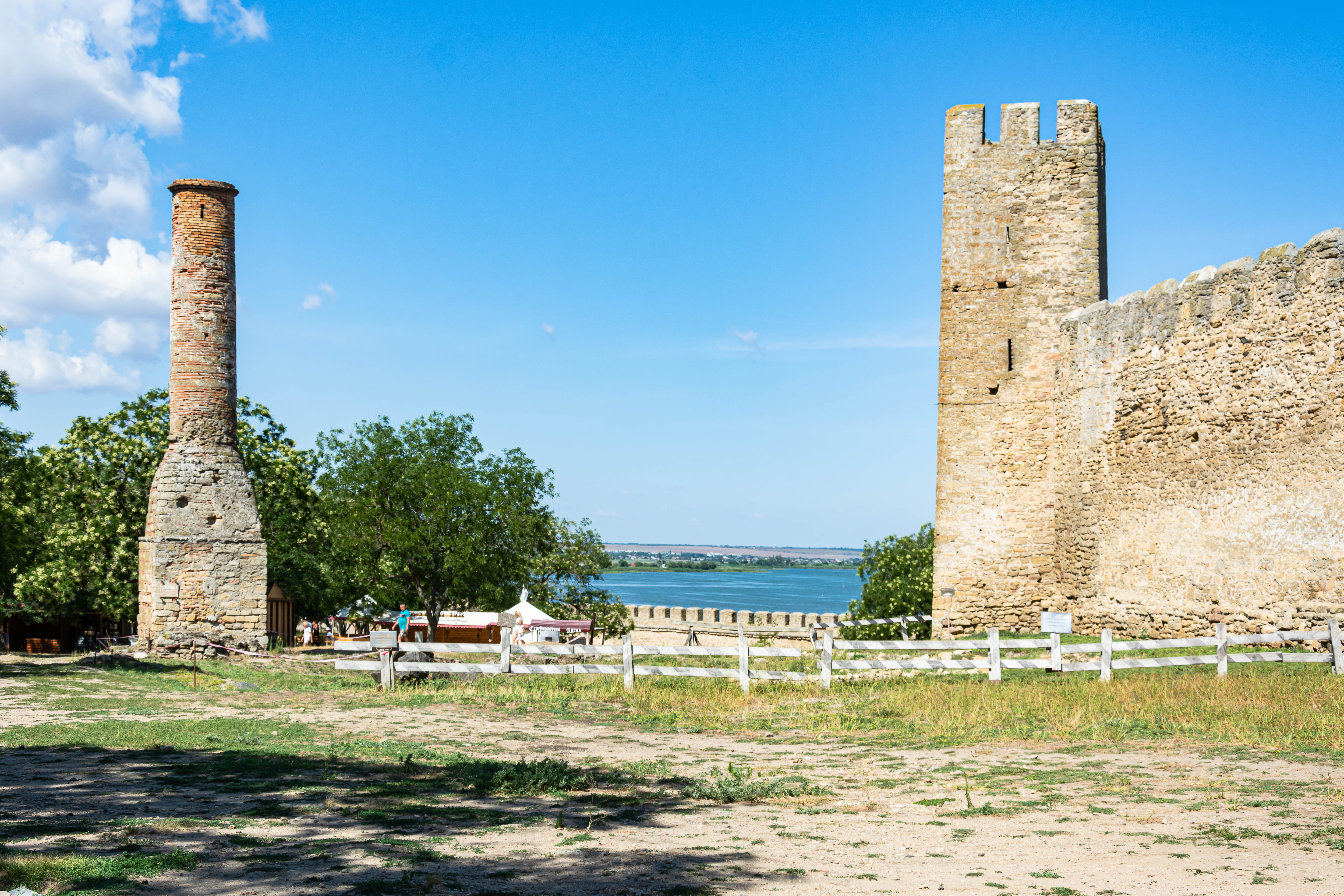
Минарет мечети
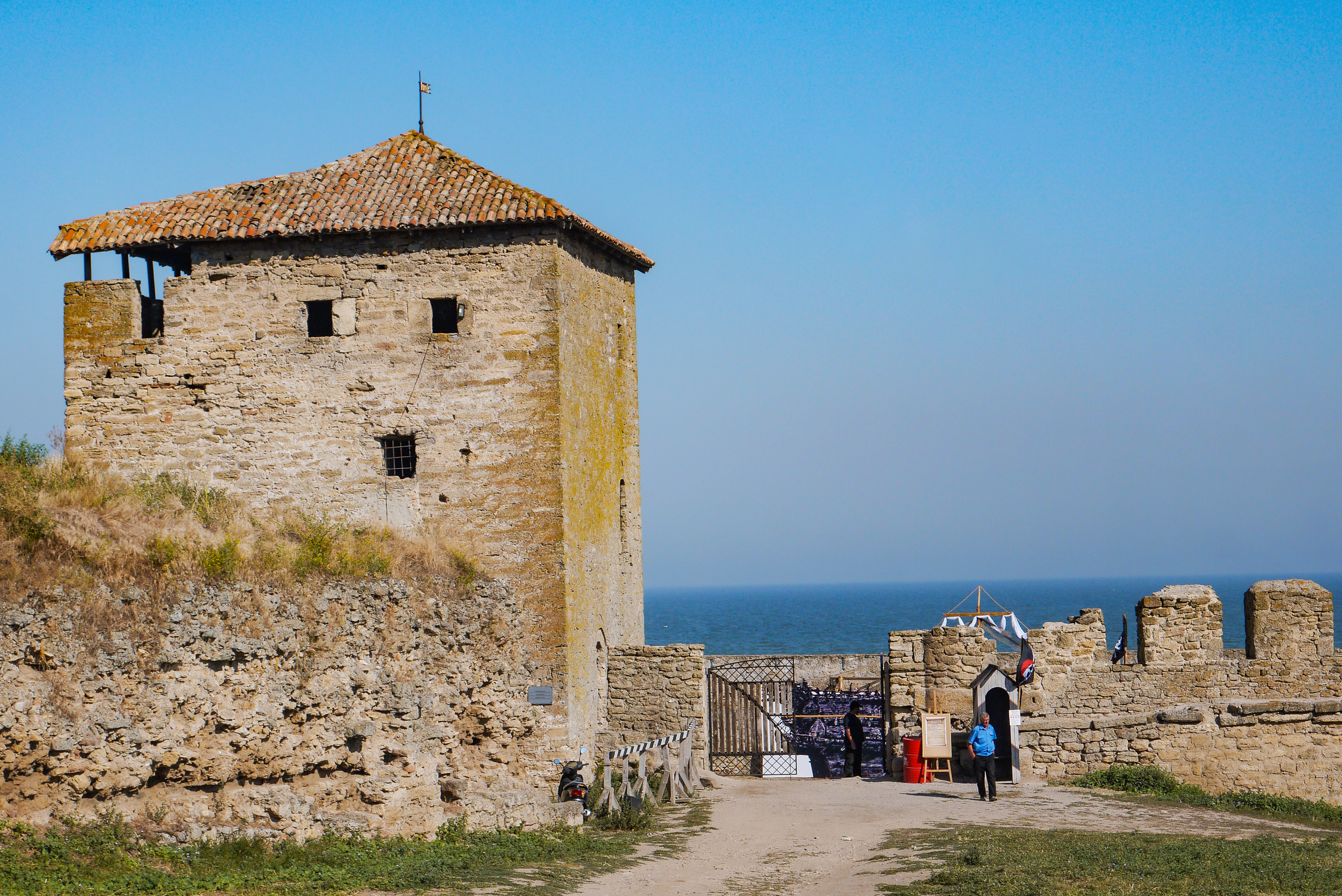
Башня Пушкина
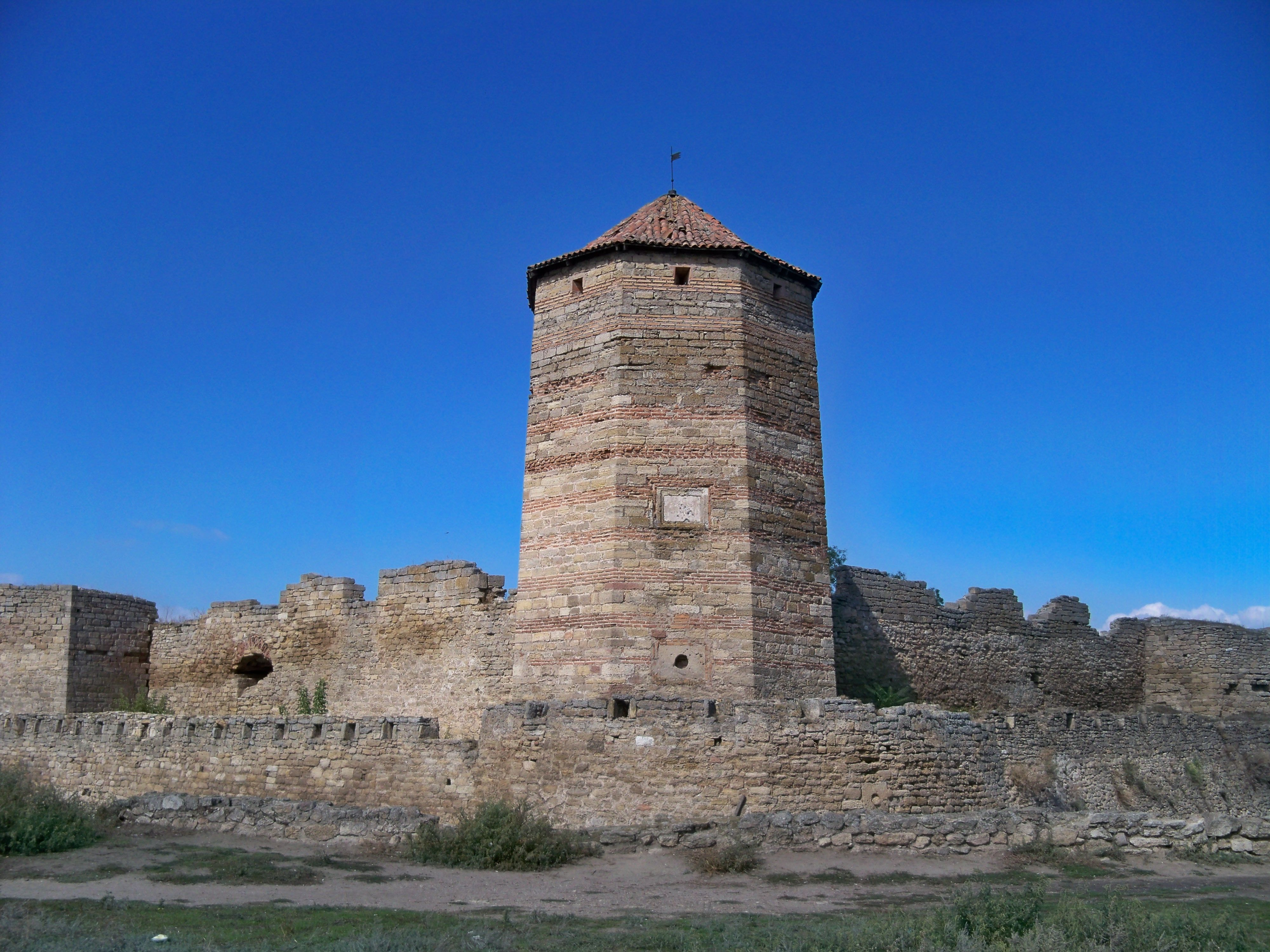
Девичья башня
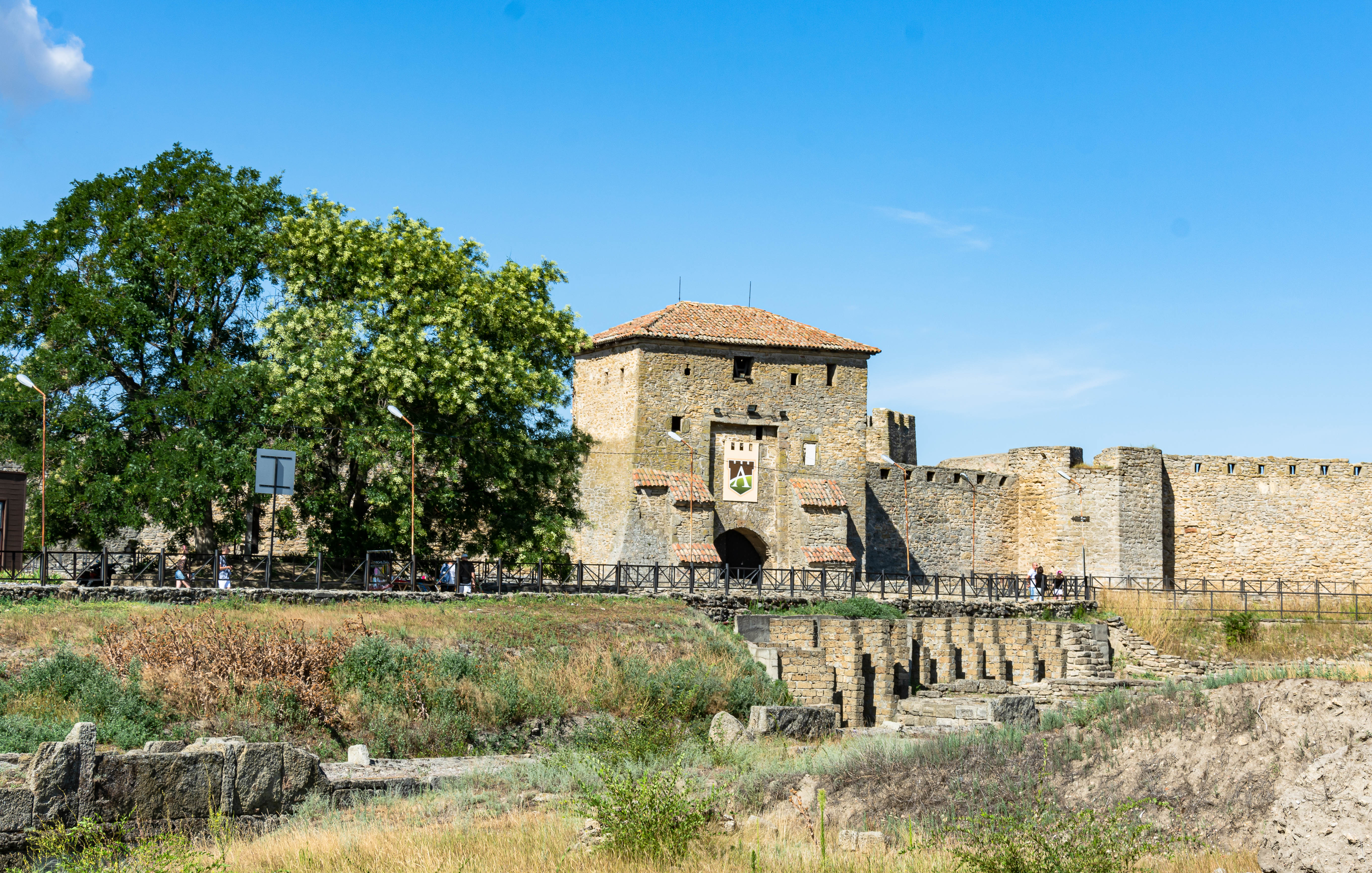
Главные ворота
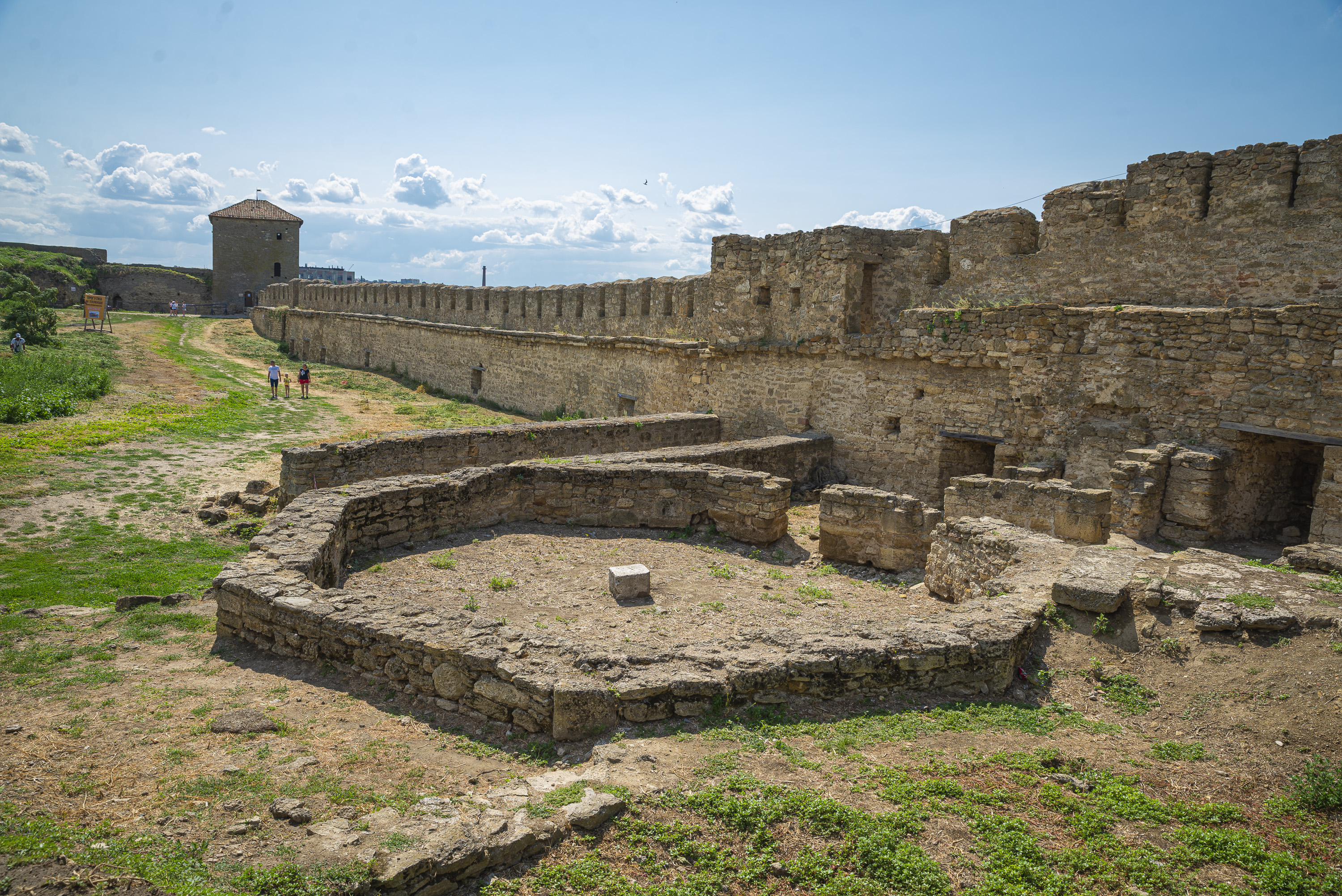
Стены крепости Аккерман

## В кино
- «Отелло» (1955)
- «Стоянка поезда — две минуты» (1972)
- «Зарубки на память» (1973)
- «Капитан Немо» (1976)
- «Когда становятся взрослыми» (1985)
- «Дон Сезар де Базан» (1989)
- «Делай — раз!» (1990)
- «Рыцарский замок» — советский художественный фильм (1990)